# Packasholmen
Packasholmen är en ö i Finland. Den ligger i Lappo å och i kommunen Nykarleby i den ekonomiska regionen  Jakobstadsregionen  och landskapet Österbotten, i den centrala delen av landet, 400 km norr om huvudstaden Helsingfors. Öns area är 0,3 hektar och dess största längd är 120 meter i sydöst-nordvästlig riktning.